# Dasia
Pour les articles homonymes, voir Dasia (homonymie).
Genre
Synonymes
- Apterygodon Edeling, 1865

Dasia est un genre de sauriens de la famille des Scincidae.

## Répartition
Les neuf espèces de ce genre se rencontrent en Asie du Sud-Est et en Asie du Sud.

## Reproduction
Ces scinques sont ovipares.

## Alimentation
Ils se nourrissent d'insectes et d'araignées.

## Liste des espèces
Selon The Reptile Database (27 mars 2015) :
- Dasia griffini Taylor, 1915
- Dasia grisea (Gray, 1845)
- Dasia haliana (Haly & Nevill, 1887)
- Dasia johnsinghi Harikrishnan, Vasudevan, De Silva, Deepak, Kar, Naniwadekar, Lalremruata, Prasoona & Aggarwal, 2012
- Dasia nicobarensis Biswas & Sanyal, 1977
- Dasia olivacea Gray, 1839
- Dasia semicincta (Peters, 1867)
- Dasia subcaerulea (Boulenger, 1891)
- Dasia vittata (Edeling, 1865)
- Dasia vyneri Shelford, 1905

## Publications originales
- Edeling, 1865 "1864" : Recherches sur la faune erpétologique de Bornéo. Nederlandsch Tijdschrift voor De Dierkunde, vol. 2, p. 200-204 (texte intégral).
- Gray, 1839 "1838" : Catalogue of the slender-tongued saurians, with descriptions of many new genera and species. Annals and Magazine of Natural History, sér. 1, vol. 2, p. 331-337 (texte intégral).